# Campeonato Argentino de Básquet 2014
La edición 2014 del Campeonato Argentino de Selecciones fue la octogésima edición de esta competencia nacional de mayores. Se inició el 21 de junio con el partido inaugural entre el vigente campeón Entre Ríos, que se enfrentó al seleccionado de la provincia de Formosa.

## Modo de disputa
El torneo estuvo dividido en dos fases, la fase de grupos, donde participaron todos los equipos clasificados y la fase campeonato, donde participaron cuatro equipos clasificados de la anterior etapa.

### Fase de grupos
Los doce equipos se dividieron mediante sorteo en dos grupos de seis equipos cada uno. Los cuatro mejores de cada grupo, avanzaron a la fase campeonato.
- Grupo A: del 21 al 25 de junio en el Estadio José Jorge Contte, Corrientes, Corrientes.
- Grupo B: del 21 al 25 de junio en el Estadio Raúl Argentino Ortíz, Corrientes, Corrientes.

### Fase permanencia
El sexto de cada grupo descendió de manera directa al "Campeonato Promocional".

### Fase campeonato
Clasificaron a esta fase los ubicados en la primera y segunda posición de cada grupo. Estos cuatro equipos jugaron semifinal y final. Los ubicados terceros, cuartos y quntos finalizaron su participación. De esta manera jugaron el 1° contra el 2° y así sucesivamente. Los perdedores finalizaron su participación.
- Semifinal: 27 de junio en el Estadio Raúl Argentino Ortíz, Corrientes, Corrientes.
- Final: 28 de junio en el Estadio José Jorge Contte, Corrientes, Corrientes.

## Equipos participantes
Respecto a la edición pasada, los seleccionados que descendieron fueron reemplazados por el 1º del "Promocional Norte" y el 1º del "Promocional Sur", Formosa y Mendoza respectivamente. El sorteo de fase de grupos se realizó el 13 de junio.
| Grupo A    | Grupo B             |
| ---------- | ------------------- |
| Entre Ríos | Chaco               |
| Santa Fe   | Santiago del Estero |
| Corrientes | Buenos Aires        |
| Tucumán    | Misiones            |
| Córdoba    | La Pampa            |
| Formosa    | Mendoza             |

## Fase de grupos

### Grupo A
| Equipo     | Pts | PJ | PG | PP | PF  | PC  | Dif |
| ---------- | --- | -- | -- | -- | --- | --- | --- |
| Santa Fe   | 10  | 5  | 5  | 0  | 450 | 337 | 113 |
| Corrientes | 9   | 5  | 4  | 1  | 384 | 361 | 23  |
| Tucumán    | 7   | 5  | 2  | 3  | 277 | 290 | -13 |
| Córdoba    | 7   | 5  | 2  | 3  | 325 | 347 | -22 |
| Entre Ríos | 6   | 5  | 1  | 4  | 282 | 336 | -54 |
| Formosa    | 6   | 5  | 0  | 0  | 287 | 334 | -47 |

|  |                                      |
|  | Clasificados a la fase campeonato.   |
|  | Finalizan su participación.          |
|  | Desciende al Campeonato Promocional. |

| 21 de junio, | Tucumán | 82–85 | Santa Fe | Corrientes                          |
|              |         |       |          |                                     |
|              |         |       |          | Pabellón: Estadio José Jorge Contte |

| 21 de junio, | Formosa | 72–80 | Entre Ríos | Corrientes                          |
|              |         |       |            |                                     |
|              |         |       |            | Pabellón: Estadio José Jorge Contte |

| 21 de junio, | Corrientes | 85–77 | Córdoba | Corrientes                          |
|              |            |       |         |                                     |
|              |            |       |         | Pabellón: Estadio José Jorge Contte |

| 22 de junio, | Santa Fe | 87–58 | Formosa | Corrientes                          |
|              |          |       |         |                                     |
|              |          |       |         | Pabellón: Estadio José Jorge Contte |

| 22 de junio, | Corrientes | 75–63 | Tucumán | Corrientes                          |
|              |            |       |         |                                     |
|              |            |       |         | Pabellón: Estadio José Jorge Contte |

| 22 de junio, | Córdoba | 90–81 | Entre Ríos | Corrientes                          |
|              |         |       |            |                                     |
|              |         |       |            | Pabellón: Estadio José Jorge Contte |

| 23 de junio, | Entre Ríos | 51–86 | Santa Fe | Corrientes                          |
|              |            |       |          |                                     |
|              |            |       |          | Pabellón: Estadio José Jorge Contte |

| 23 de junio, | Tucumán | 79–74 | Córdoba | Corrientes                          |
|              |         |       |         |                                     |
|              |         |       |         | Pabellón: Estadio José Jorge Contte |

| 23 de junio, | Formosa | 79–96 | Corrientes | Corrientes                          |
|              |         |       |            |                                     |
|              |         |       |            | Pabellón: Estadio José Jorge Contte |

| 24 de junio, | Santa Fe | 102–84 | Córdoba | Corrientes                          |
|              |          |        |         |                                     |
|              |          |        |         | Pabellón: Estadio José Jorge Contte |

| 24 de junio, | Corrientes | 88–70 | Entre Ríos | Corrientes                          |
|              |            |       |            |                                     |
|              |            |       |            | Pabellón: Estadio José Jorge Contte |

| 24 de junio, | Formosa | 78–71 | Tucumán | Corrientes                          |
|              |         |       |         |                                     |
|              |         |       |         | Pabellón: Estadio José Jorge Contte |

| 25 de junio, | Santa Fe | 90–62 | Corrientes | Corrientes                          |
|              |          |       |            |                                     |
|              |          |       |            | Pabellón: Estadio José Jorge Contte |

### Grupo B
| Equipo              | Pts | PJ | PG | PP | PF  | PC  | Dif |
| ------------------- | --- | -- | -- | -- | --- | --- | --- |
| Santiago del Estero | 10  | 5  | 5  | 0  | 416 | 351 | 65  |
| Buenos Aires        | 9   | 5  | 4  | 1  | 414 | 350 | 64  |
| Chaco               | 7   | 5  | 2  | 3  | 295 | 300 | -5  |
| Misiones            | 7   | 5  | 2  | 3  | 330 | 383 | -53 |
| Mendoza             | 6   | 5  | 1  | 4  | 340 | 377 | -37 |
| La Pampa            | 5   | 5  | 0  | 5  | 268 | 302 | -34 |

|  |                                      |
|  | Clasificados a la fase campeonato.   |
|  | Finalizan su participación.          |
|  | Desciende al Campeonato Promocional. |

| 21 de junio, | Buenos Aires | 85–43 | Misiones | Corrientes                             |
|              |              |       |          |                                        |
|              |              |       |          | Pabellón: Estadio Raúl Argentino Ortíz |

| 21 de junio, | Chaco | 82–71 | Mendoza | Corrientes                             |
|              |       |       |         |                                        |
|              |       |       |         | Pabellón: Estadio Raúl Argentino Ortíz |

| 21 de junio, | Santiago del Estero | 74–61 | La Pampa | Corrientes                             |
|              |                     |       |          |                                        |
|              |                     |       |          | Pabellón: Estadio Raúl Argentino Ortíz |

| 22 de junio, | Misiones | 76–63 | Mendoza | Corrientes                             |
|              |          |       |         |                                        |
|              |          |       |         | Pabellón: Estadio Raúl Argentino Ortíz |

| 22 de junio, | La Pampa | 86–87 | Buenos Aires | Corrientes                             |
|              |          |       |              |                                        |
|              |          |       |              | Pabellón: Estadio Raúl Argentino Ortíz |

| 22 de junio, | Santiago del Estero | 84–77 | Chaco | Corrientes                             |
|              |                     |       |       |                                        |
|              |                     |       |       | Pabellón: Estadio Raúl Argentino Ortíz |

| 23 de junio, | Misiones | 67–60 | La Pampa | Corrientes                             |
|              |          |       |          |                                        |
|              |          |       |          | Pabellón: Estadio Raúl Argentino Ortíz |

| 23 de junio, | Santiago del Estero | 69–61 | Mendoza | Corrientes                             |
|              |                     |       |         |                                        |
|              |                     |       |         | Pabellón: Estadio Raúl Argentino Ortíz |

| 23 de junio, | Buenos Aires | 70–57 | Chaco | Corrientes                             |
|              |              |       |       |                                        |
|              |              |       |       | Pabellón: Estadio Raúl Argentino Ortíz |

| 24 de junio, | Mendoza | 74–61 | La Pampa | Corrientes                             |
|              |         |       |          |                                        |
|              |         |       |          | Pabellón: Estadio Raúl Argentino Ortíz |

| 24 de junio, | Chaco | 79–75 | Misiones | Corrientes                             |
|              |       |       |          |                                        |
|              |       |       |          | Pabellón: Estadio Raúl Argentino Ortíz |

| 24 de junio, | Santiago del Estero | 93–83 | Buenos Aires | Corrientes                             |
|              |                     |       |              |                                        |
|              |                     |       |              | Pabellón: Estadio Raúl Argentino Ortíz |

| 25 de junio, | Buenos Aires | 89–71 | Mendoza | Corrientes                             |
|              |              |       |         |                                        |
|              |              |       |         | Pabellón: Estadio Raúl Argentino Ortíz |

| 25 de junio, | Santiago del Estero | 96–69 | Misiones | Corrientes                             |
|              |                     |       |          |                                        |
|              |                     |       |          | Pabellón: Estadio Raúl Argentino Ortíz |

## Noveno puesto
| 26 de junio, 19:00 | Entre Ríos | 100–94 | Mendoza | Corrientes                             |
|                    |            |        |         |                                        |
|                    |            |        |         | Pabellón: Estadio Raúl Argentino Ortíz |

## Tabla de posiciones
| Equipo | Equipo              | Pts | PJ | PG | PP | Dif |
| ------ | ------------------- | --- | -- | -- | -- | --- |
| 1.º    | Santa Fe            | 10  | 5  | 5  | 0  | 113 |
| 2.º    | Santiago del Estero | 10  | 5  | 5  | 0  | 65  |
| 3.º    | Buenos Aires        | 9   | 5  | 4  | 1  | 64  |
| 4.º    | Corrientes          | 9   | 5  | 4  | 1  | 23  |
| 5.º    | Chaco               | 7   | 5  | 2  | 3  | -5  |
| 6.º    | Tucumán             | 7   | 5  | 2  | 3  | -13 |
| 7.º    | Córdoba             | 7   | 5  | 2  | 3  | -22 |
| 8.º    | Misiones            | 7   | 5  | 2  | 3  | -53 |
| 9.º    | Entre Ríos          | 6   | 5  | 1  | 4  | -54 |
| 10.º   | Mendoza             | 6   | 5  | 1  | 4  | -37 |
| 11.º   | Formosa             | 6   | 5  | 1  | 4  | -47 |
| 12.º   | La Pampa            | 5   | 5  | 0  | 5  | -34 |

|  |                                       |
|  | Clasificados a la fase campeonato.    |
|  | Finalizan su participación.           |
|  | Descienden al Campeonato Promocional. |

## Fase campeonato
Esta etapa final concentró a los primeros de los dos grupos que integraron la fase de grupos de esta edición del torneo. La sede donde se llevó a cabo fue el Estadio José Jorge Contte, de la ciudad de Corrientes, el cual albergó los cruces de las semifinales y la final los días 27 y 28 de junio.
El campeón de esta edición fue el seleccionado de la provincia de Corrientes, que ganó de esta manera su primer título en la historia de esta competición nacional de mayores.
El MVP del certamen fue Fabián Ramírez Barrios de Corrientes quien en el partido final anotó 20 puntos y atrapó 10 rebotes.
|  | Semifinal           | Semifinal |            |          | Final | Final |  |
|  |                     |           |            |          |       |       |  |
|  |                     |           |            |          |       |       |  |
|  | Santa Fe            | 82        |            |          |       |       |  |
|  | Santa Fe            | 82        |            |          |       |       |  |
|  | Buenos Aires        | 78        |            |          |       |       |  |
|  | Buenos Aires        | 78        |            | Santa Fe | 62    |       |  |
|  |                     |           |            | Santa Fe | 62    |       |  |
|  |                     |           | Corrientes | 84       |       |       |  |
|  | Santiago del Estero | 72        | Corrientes | 84       |       |       |  |
|  | Santiago del Estero | 72        |            |          |       |       |  |
|  | Corrientes          | 76        |            |          |       |       |  |
|  | Corrientes          | 76        |            |          |       |       |  |
|  |                     |           |            |          |       |       |  |

### Semifinal
| 27 de junio, 19:00 | Santa Fe | 82–78 | Buenos Aires | Corrientes                          |
|                    |          |       |              |                                     |
|                    |          |       |              | Pabellón: Estadio José Jorge Contte |

| 27 de junio, 21:00 | Santiago del Estero | 72–76 | Corrientes | Corrientes                          |
|                    |                     |       |            |                                     |
|                    |                     |       |            | Pabellón: Estadio José Jorge Contte |

### Tercer puesto
| 28 de junio, 19:00 | Buenos Aires | 102–79 | Santiago del Estero | Corrientes                          |
|                    |              |        |                     |                                     |
|                    |              |        |                     | Pabellón: Estadio José Jorge Contte |

### Final
| 28 de junio, 21:00 | Santa Fe                              | 62–84   | Corrientes | Corrientes                          |  |
|                    | Parciales: 16-20, 16-16, 16-26, 14-22 |         |            |                                     |  |
|                    |                                       | Reporte |            | Pabellón: Estadio José Jorge Contte |  |

Corrientes

Campeón

Primer título

## Plantel campeón
Referencia: Pickandroll.
- Fabián Ramírez Barrios
- Gustavo Mascaro
- Germán González
- Martín Gandoy
- Juan Meza
- Néstor Serantes
- Sergio Zacarias
- Pablo De Pedro
- Agustín Insaurralde

Entrenador: Ariel Rearte.